# Philodendron seguine
Philodendron seguine är en kallaväxtart som beskrevs av Heinrich Wilhelm Schott. Philodendron seguine ingår i släktet Philodendron och familjen kallaväxter.

## Underarter
Arten delas in i följande underarter:
- P. s. lingua-bovis
- P. s. seguine